# David Generelo
David Generelo Miranda, né le 11 août 1982 à Badajoz (Espagne), est un footballeur espagnol reconverti en entraîneur. Il a effectué la plupart de sa carrière de joueur au Real Saragosse. Il est actuellement entraîneur adjoint au Celta Vigo.

## Biographie

### Joueur
Après s'être formé dans les catégories juniors du CD Badajoz, David Generelo rejoint l'équipe réserve du Real Saragosse en 1999, à l'âge de 17 ans. Après trois saisons en Segunda división B (troisième division) avec l'équipe réserve, Generelo intègre l'équipe première en 2002.
Avec le Real Saragosse, il remporte la Coupe et la Supercoupe d'Espagne en 2004. Il inscrit avec cette équipe un doublé en Liga lors d'un match contre le Deportivo La Corogne en mai 2005.
Generelo quitte Saragosse en 2009. Il joue ensuite plusieurs saisons avec le club d'Elche en deuxième division. Il met un terme à sa carrière de joueur en décembre 2015 en raison d'une blessure au genou.
Le bilan de la carrière professionnelle de David Generelo s'élève à 100 matchs en première division (6 buts), et 145 matchs en deuxième division (9 buts). Il joue également 7 matchs en Coupe de l'UEFA (2 buts).

### Entraîneur
À la suite du limogeage de l'entraîneur Sergio Egea, David Generelo entraîne le Real Oviedo lors des onze derniers matches de la saison 2015-2016.

## Palmarès
- Vainqueur de la Coupe d'Espagne en 2004 avec le Real Saragosse
- Vainqueur de la Supercoupe d'Espagne en 2004 avec le Real Saragosse
- Champion d'Espagne de D2 en 2013 avec Elche